# James Stuart (1er comte de Bute)
Pour les articles homonymes, voir James Stuart.
James Stuart (avant 1666 – 4 juin 1710), est un militaire, un avocat , un juge et un homme politique écossais. Il devient comte de Bute.

## Biographie
Il est le fils de Dugald Stuart, 2e baronnet, et de sa femme Elizabeth Ruthven, fille de John Ruthven. 
Il devient 3e baronnet Stuart, de Bute, au baronnetage de la Nouvelle-Écosse en 1672. Colonel de la milice en 1681, il aide à maintenir l'ordre à Argyll après la rébellion du Duc d'Argyll. En 1684, il est nommé shérif de Tarbet. Il est avocat en 1685. Il est élu deux fois commissaire du comté de Bute (1685–1693 et 1702–1703) et est shérif d'Argyll en 1686. Il est investi en tant que conseiller privé pour l’Écosse et est l'un des commissaires chargés de négocier l'union de l'Ecosse avec l'Angleterre en 1702. Il est créé le 14 avril 1703 avec le 1er vicomte Kingarth, Lord Mountstuart, Cumra et Inchmarnock et le 1er comte de Bute. En 1707, il s'oppose à l'union de l’Écosse et de l'Angleterre. 
En juillet 1680, il épouse Agnes Mackenzie, fille de George Mackenzie et d'Elizabeth Dickson. Il épouse en secondes noces Christiane Dundas, fille de William Dundas de Kincavel et Margaret Edmonston. Il meurt le 4 juin 1710 à Bath, dans le Somerset, et est enterré à Rothsay, en Écosse. Il est le père de deux enfants par son premier mariage : 
1. Margaret Stuart (née avant 1681 - le 27 avril 1738) mariée à John Lindsay, 1er vicomte Garnock
2. James Stuart (2e comte de Bute) (né avant 1696 - 28 janvier 1723)